# Maxime Desonches
Maxime Desonches (fl. XX secolo) è stato un velista francese.
Partecipò ai Giochi della II Olimpiade di Parigi nel 1900 a bordo di Hébé, con cui prese parte alla gara di classe aperta ma non riuscì a completarla.